# Merga (estrella)
Merga (h Bootis / 38 Bootis / HD 130945) es una estrella en la constelación de Bootes de magnitud aparente +5,77.
Su nombre, también escrito como Marrha o en la forma completa El Mara el Musalsela, proviene del árabe المرأة المسلسلة, al-mar’ah al-musalsalah, «la mujer encadenada».
Otro nombre que recibe esta estrella, este de origen latino, es Falx Italica.
Merga es una subgigante blanco-amarilla de tipo espectral F7IV con una temperatura superficial de 6339 K.
θ Ursae Majoris A y Fornacis A son estrellas de características similares, pero, a diferencia de éstas, Merga no tiene ninguna compañera estelar conocida.
Es 8,5 veces más luminosa que el Sol y su velocidad de rotación proyectada es de 18,7 km/s, casi 10 veces más rápida que la de nuestra estrella.
Tiene una abundancia relativa de hierro semejante a la del Sol ([Fe/H] = +0,06).
Su masa es un 60% mayor que la masa solar y su edad se estima en 1800 millones de años.
Se encuentra a 153 años luz de distancia del sistema solar.